# Melissa Dettwiller

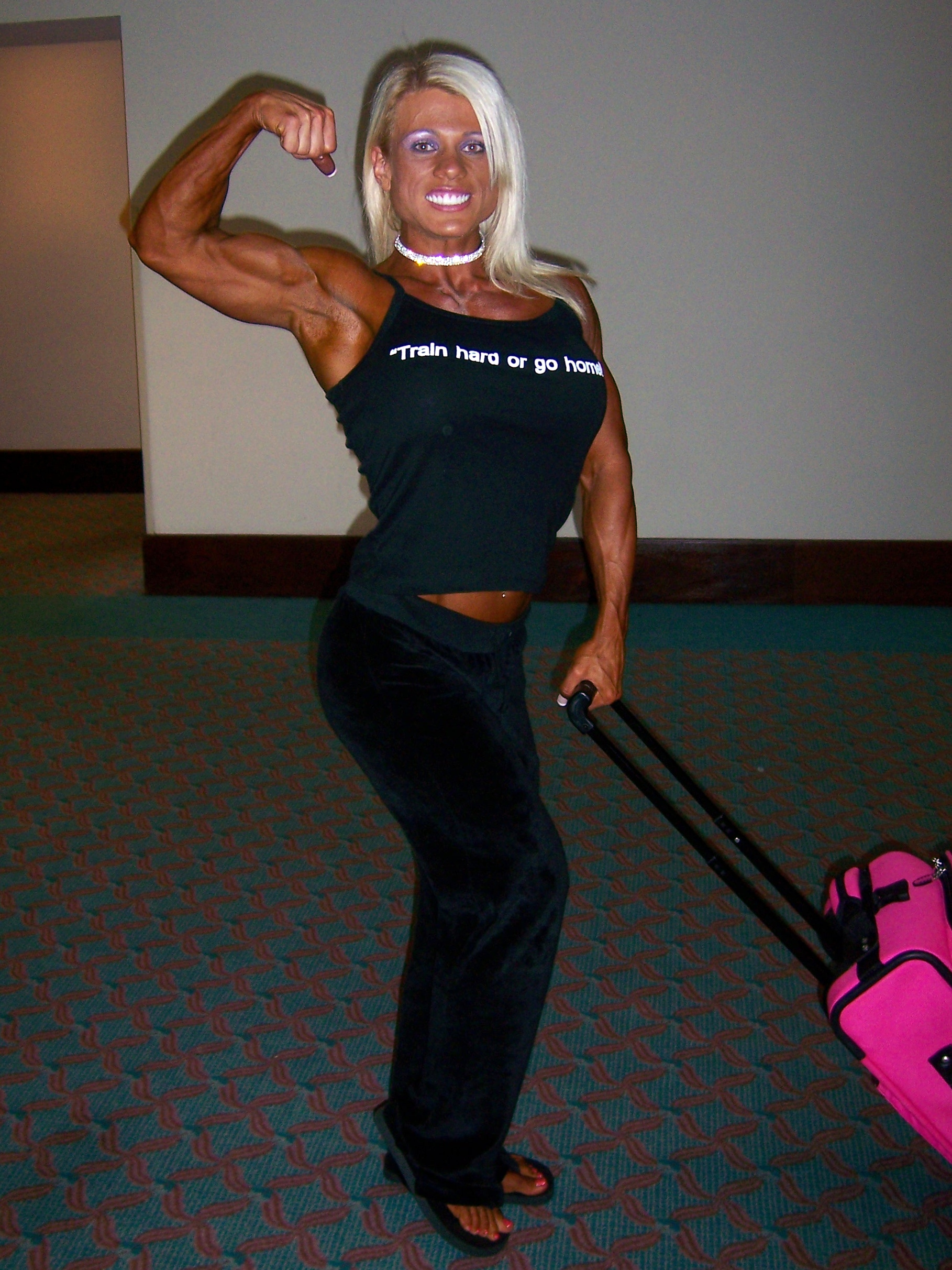
Melissa Dettwiller in 2006

Melissa Marie Dettwiller (Houma (Louisiana), 12 november 1977) is een Amerikaanse bodybuilder.
Ze begon met bodybuilding op vijftienjarige leeftijd. Haar eerste wedstrijd op nationaal niveau was in 2005, toen ze tweede werd bij de Junior Nationals en tiende in de USA Championships.
Dettwiller woonde in New Orléans, maar zij en haar echtgenoot verloren hun huis tijdens Orkaan Katrina. Zij ging later wonen in Dickinson (Texas), een voorstad van Houston.

## Behaalde resultaten
- 2004 NPC John Shermann Classic (Houston, TX) – 1 (LHW)
- 2005 NPC Southern Classic (Jackson, MS) – 2 (HW)
- 2005 NPC Junior Nationals - 2 (LHW)
- 2005 NPC Louisiana State Championship - 1 (LHW & Overall)
- 2005 NPC USA Championship - 10 (LHW)
- 2006 NPC Junior Nationals - 3 (LHW)
- 2006 NPC USA Championship - 7 (LHW)